# نادر مانويل
نادر مانويل (بالبرتغالية: Nadir Manuel) مواليد 30 نوفمبر 1986 في بنغيلا، أنغولا، هي لاعبة كرة سلة أنغولية. بدأت مسيرتها الاحترافية في سنة 2002. تلعب مع إنتر كلوب. وتحمل الرقم 12. مثلت منتخب بلادها. شاركت في دورة الألعاب الأولمبية الصيفية سنة 2012. حققت المركز الأول في بطولة أمم أفريقيا لكرة السلة للسيدات 2011.

## سجل المنافسة
شاركت في المنافسات التالية:
- الألعاب الأولمبية الصيفية 2012
- كأس العالم لكرة السلة للسيدات 2014
- بطولة أمم أفريقيا لكرة السلة للسيدات 2009
- بطولة أمم أفريقيا لكرة السلة للسيدات 2011
- بطولة أمم أفريقيا لكرة السلة للسيدات 2013

## الميداليات
| الميدالية | المسابقة                                  |
| --------- | ----------------------------------------- |
| ذهبية     | بطولة أمم أفريقيا لكرة السلة للسيدات 2011 |
| ذهبية     | بطولة أمم أفريقيا لكرة السلة للسيدات 2013 |
| برونزية   | بطولة أمم أفريقيا لكرة السلة للسيدات 2009 |

## روابط خارجية
- نادر مانويل على موقع الاتحاد الدولي لكرة السلة (الإنجليزية)
- نادر مانويل على موقع كرة السلة الأوروبية.كوم (الإنجليزية)
- نادر مانويل على موقع بروبوليرز (الإنجليزية)
- نادر مانويل على موقع سبورتس رفرنس (الإنجليزية)
- نادر مانويل على موقع اللجنة الأولمبية الدولية (الإنجليزية)
- نادر مانويل على موقع أوليمبيديا (الإنجليزية)